# Le Center
Le Center és una població dels Estats Units a l'estat de Minnesota. Segons el cens del 2000 tenia 2.240 habitants.

## Demografia
Segons el cens del 2000, Le Center tenia 2.240 habitants, 838 habitatges, i 563 famílies. La densitat de població era de 580,4 habitants per km².
Dels 838 habitatges en un 36,8% hi vivien nens de menys de 18 anys, en un 52% hi vivien parelles casades, en un 10,7% dones solteres, i en un 32,8% no eren unitats familiars. En el 27,4% dels habitatges hi vivien persones soles el 16,8% de les quals corresponia a persones de 65 anys o més que vivien soles. El nombre mitjà de persones vivint en cada habitatge era de 2,57 i el nombre mitjà de persones que vivien en cada família era de 3,16.
Per edats la població es repartia de la següent manera: un 27,6% tenia menys de 18 anys, un 10,2% entre 18 i 24, un 28,8% entre 25 i 44, un 15,9% de 45 a 60 i un 17,5% 65 anys o més.
L'edat mediana era de 34 anys. Per cada 100 dones de 18 o més anys hi havia 86,2 homes.
La renda mediana per habitatge era de 38.690 $ i la renda mediana per família de 47.143 $. Els homes tenien una renda mediana de 30.901 $ mentre que les dones 22.381 $. La renda per capita de la població era de 17.225 $. Entorn del 6,6% de les famílies i el 7,6% de la població estaven per davall del llindar de pobresa.

## Poblacions més properes
El següent diagrama mostra les poblacions més properes.